# سیرینکس ۳۳۶۰
سیارک ۳۳۶۰ (به انگلیسی: 3360 Syrinx، نامگذاری:1981VA) سه هزار و سیصد و شصتمین سیارک کشف شده‌است که در ۴ نوامبر ۱۹۸۱ کشف شد.